# Un air de famille (pièce de théâtre)
Pour les articles homonymes, voir Un air de famille.
Un air de famille est une pièce de théâtre française d'Agnès Jaoui et Jean-Pierre Bacri, créée le 27 septembre 1994 au Théâtre de la Renaissance, à Paris. Elle a remporté un grand succès et a été adaptée au cinéma par Cédric Klapisch en 1996 sous le même titre : Un air de famille et avec la même distribution.

## Création
Du 27 septembre 1994 au 31 décembre 1995 au Théâtre de la Renaissance.
- Mise en scène : Stéphan Meldegg
- Décors : Jacques Voizot
- Costumes : Pascale Bordet
- Lumières : Roberto Venturi
- Personnages et interprètes :
  - Henri : Jean-Pierre Bacri
  - Betty : Agnès Jaoui
  - Yolande : Catherine Frot
  - Denis : Jean-Pierre Darroussin
  - Philippe : Wladimir Yordanoff
  - La mère : Claire Maurier

La pièce a obtenu deux Molières en 1995, le Molière du meilleur spectacle comique et le Molière de la comédienne dans un second rôle pour Catherine Frot, et des nominations dans six catégories : comédien dans un second rôle pour Jean-Pierre Darroussin, comédienne dans un second rôle pour Claire Maurier, théâtre privé, metteur en scène, auteur et décorateur.

## Reprise
En 2017, la pièce est à nouveau mise en scène par Agnès Jaoui au Théâtre de la Porte-Saint-Martin avec une nouvelle distribution. La représentation se fait du 14 janvier 2017 au 29 avril 2017, en alternance avec Cuisine et Dépendances, également mis en scène par Agnès Jaoui et interprété par les mêmes comédiens.
- Personnages et interprètes :
  - Henri : Grégory Gadebois
  - Betty : Nina Meurisse
  - Yolande : Léa Drucker
  - Denis : Laurent Capelluto
  - Philippe : Jean-Baptiste Marcenac
  - La mère : Catherine Hiegel

## Adaptation cinématographique
Un air de famille, réalisé par Cédric Klapisch en 1997.